# La Peste d'Asdod
La Peste d'Asdod, ou Les Philistins frappés de la peste est un tableau peint vers 1630-1631 par Nicolas Poussin. 

## Historique de l'œuvre
Le tableau est entamé à la fin de l'année 1630 par Nicolas Poussin qui est alors installé à Rome depuis plusieurs années. Il vend son tableau en février-mars de l'année suivante au noble sicilien Fabrizio Valguarnera pour la somme de 110 écus. Une copie est rapidement exécutée par Angelo Caroselli ainsi que des gravures. Valguarnera est convaincu de vol de diamants - qui lui ont servi notamment à acheter le tableau - quelques mois plus tard. Le tableau est probablement mis aux enchères par ses créanciers et vendu à un noble de Pouzzoles pour la somme de 1000 couronnes d'argent. En 1647, André Félibien observe le tableau à Rome chez le sculpteur Matteo Bonarelli, un assistant du Bernin. Nicolas Fouquet, puis Jules Mazarin tentent de l'acheter mais c'est finalement le duc de Richelieu qui l'acquiert en 1660 pour la somme considérable de 1 000 écus. Le Bernin, lors de son séjour à Paris, admire le tableau dans la collection du duc le 13 octobre 1665. Il est acquis par le roi avec douze autres tableaux de Poussin en décembre de cette même année (dont Les Saisons) et reste dès lors au sein des collections royales.
Le tableau est alors conservé au sein du Cabinet des tableaux du roi, au sein du palais du Louvre. Philippe de Champaigne en fait le sujet d'une de ses conférences données à l'Académie royale de peinture et de sculpture le 1er mars 1670, en présence de Charles Le Brun.  partir de 1685, le tableau est conservé avec d'autres toiles de Poussin dans les petits appartements du château de Versailles et plus précisément au sein du vestibule, formant un dessus de porte. Il est exposé en 1750 à Paris au sein du palais du Luxembourg jusqu'en 1779 avant de retourner au palais du Louvre. Il est restauré et rentoilé sur place en 1785-1786. Il est exposé au sein du Muséum français à son ouverture le 10 août 1793 et jusqu'à sa fermeture en 1796. Il est de nouveau exposé à la réouverture de la grande galerie du Muséum central des arts en 1799. 
Il est actuellement exposé dans la salle 826, au 2e étage de l'aile Richelieu du musée. Il ne peut plus être déplacé, son histoire complexe et un rentoilage ayant fragilisé la couche picturale.

## Description
Connu sous la dénomination La Peste d'Asdod ou Les Philistins frappés de la peste, le tableau a une hauteur de 1,48 m et une largeur de 1,98 m.
Le sujet du tableau est tiré du premier livre de Samuel (V, 1-5) : les Philistins, vainqueurs des Hébreux à Afek, s'emparent de l'Arche d'alliance et la placent en trophée dans leur temple du dieu Dagôn à Ashdod. Les Philistins retrouvent alors la statue de leur dieu brisée à terre et sont frappés de tumeurs. Le peintre se sert aussi du texte des Antiquités judaïques de Flavius Josèphe. Ce sujet est probablement lié à l'épidémie de peste qui frappe le nord de l'Italie à partir de 1629 et qui arrive alors aux portes de la ville de Rome,.
Poussin montre la statue du dieu brisée sur la gauche, ainsi que les effets de la peste : attitudes livides des malades, odeur pestilentielle avec les personnages du premier plan se protégeant le nez.
Le tableau est inspiré de la célèbre gravure de Marcantonio Raimondi d'après Raphaël, il Morbetto ou La Peste de Phrygie. Les décors architecturaux quant à eux proviennent des traités d'architecture de Sebastiano Serlio et particulièrement de la Scena tragica. Ces décors pourraient être de la main de Jean Lemaire, qui partage sa résidence avec Poussin à cette époque. 

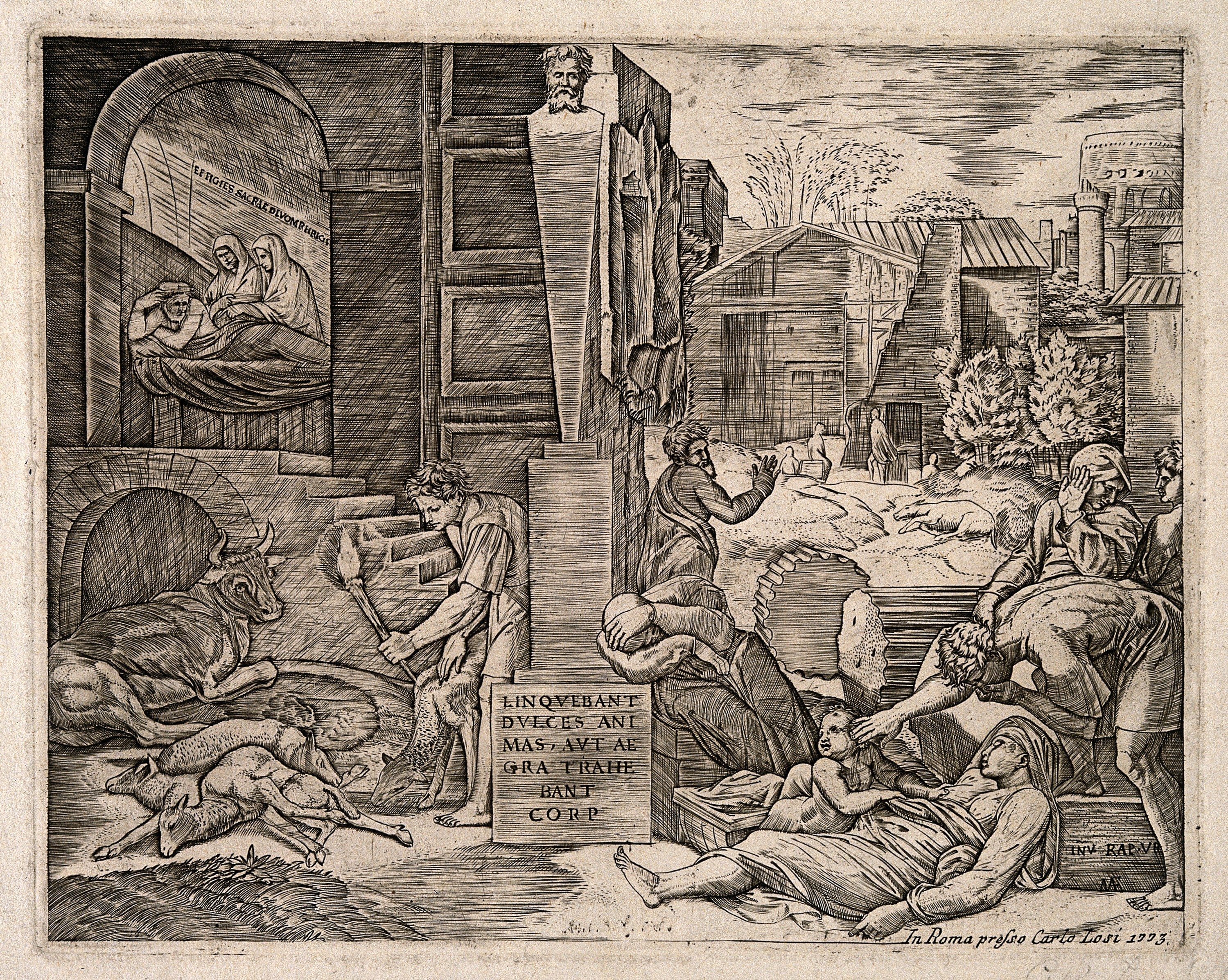
La Peste en Phrygie, Raimondi.
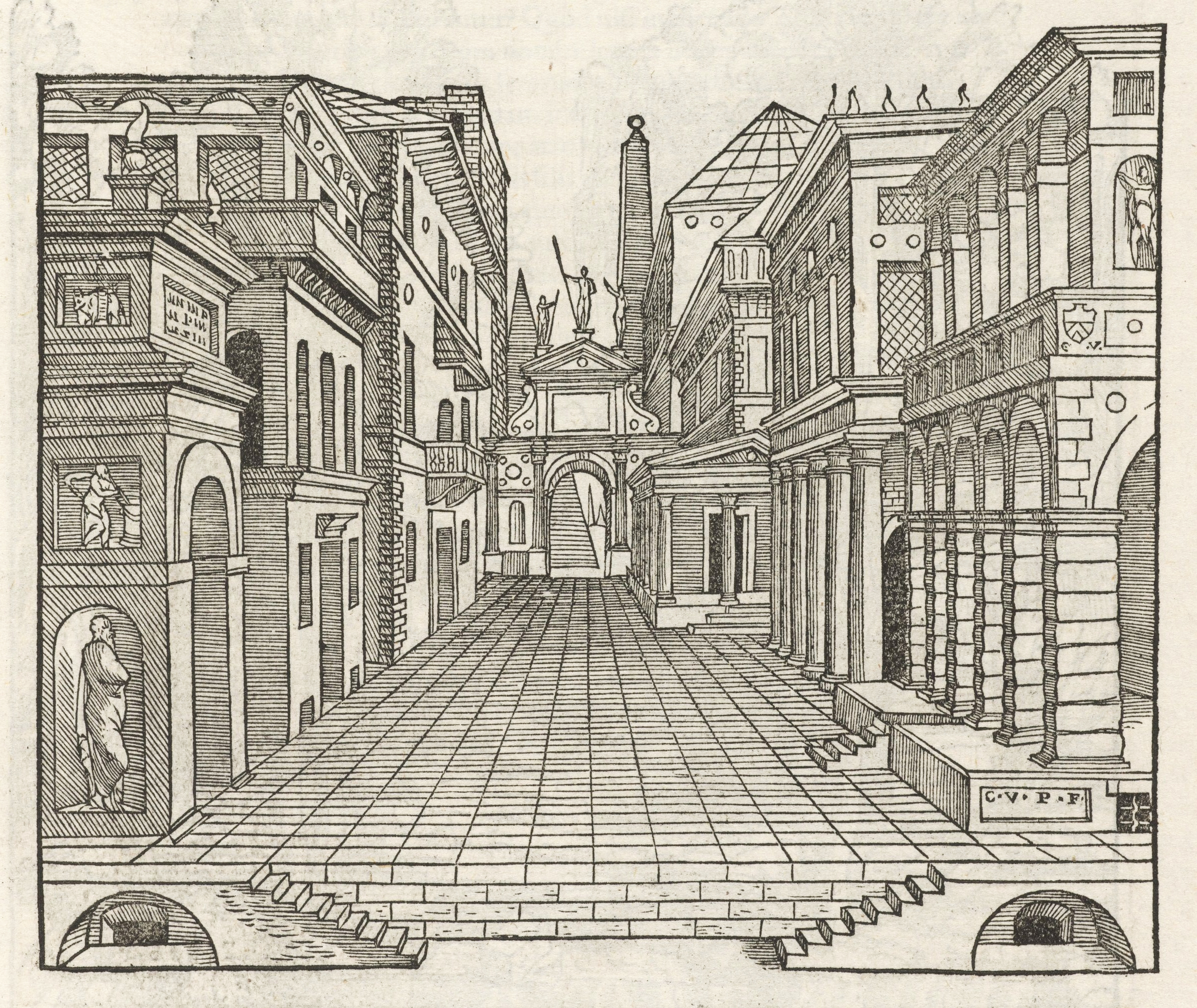
La Scena tragica de Serlio.
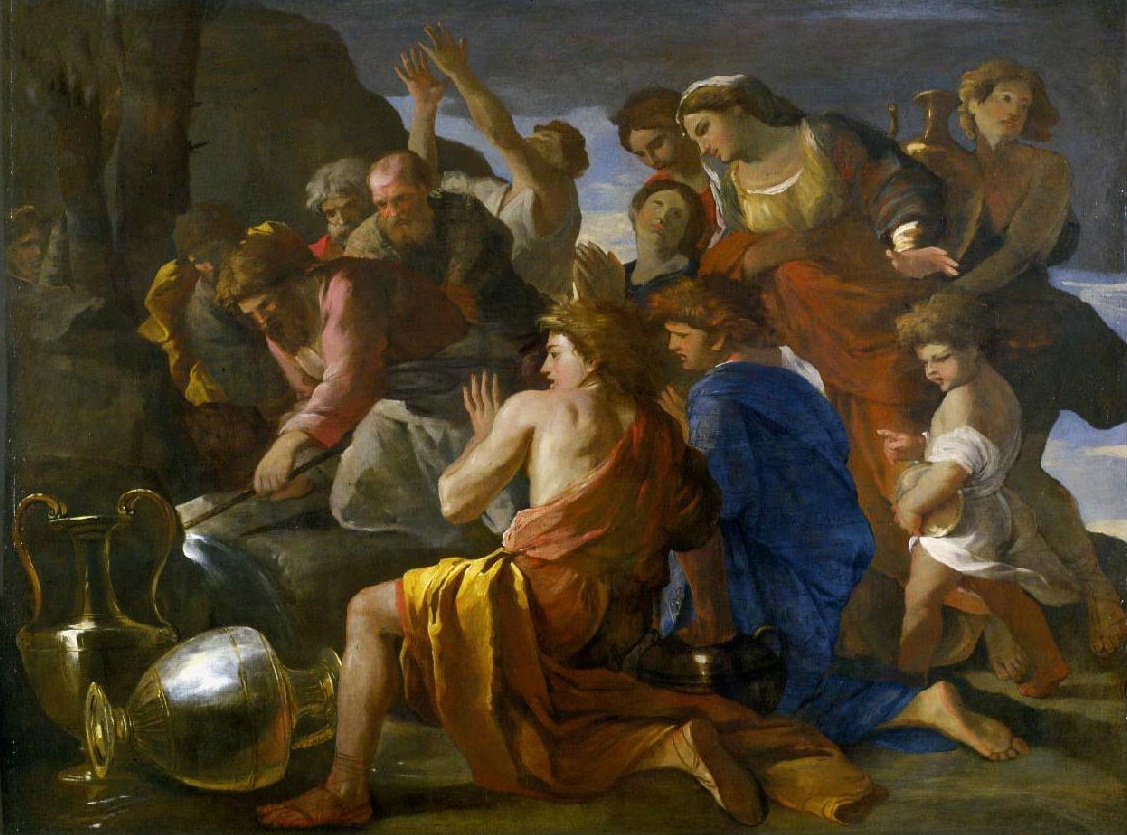
Moïse adoucissant les eaux de Marah, musée d'art de Baltimore

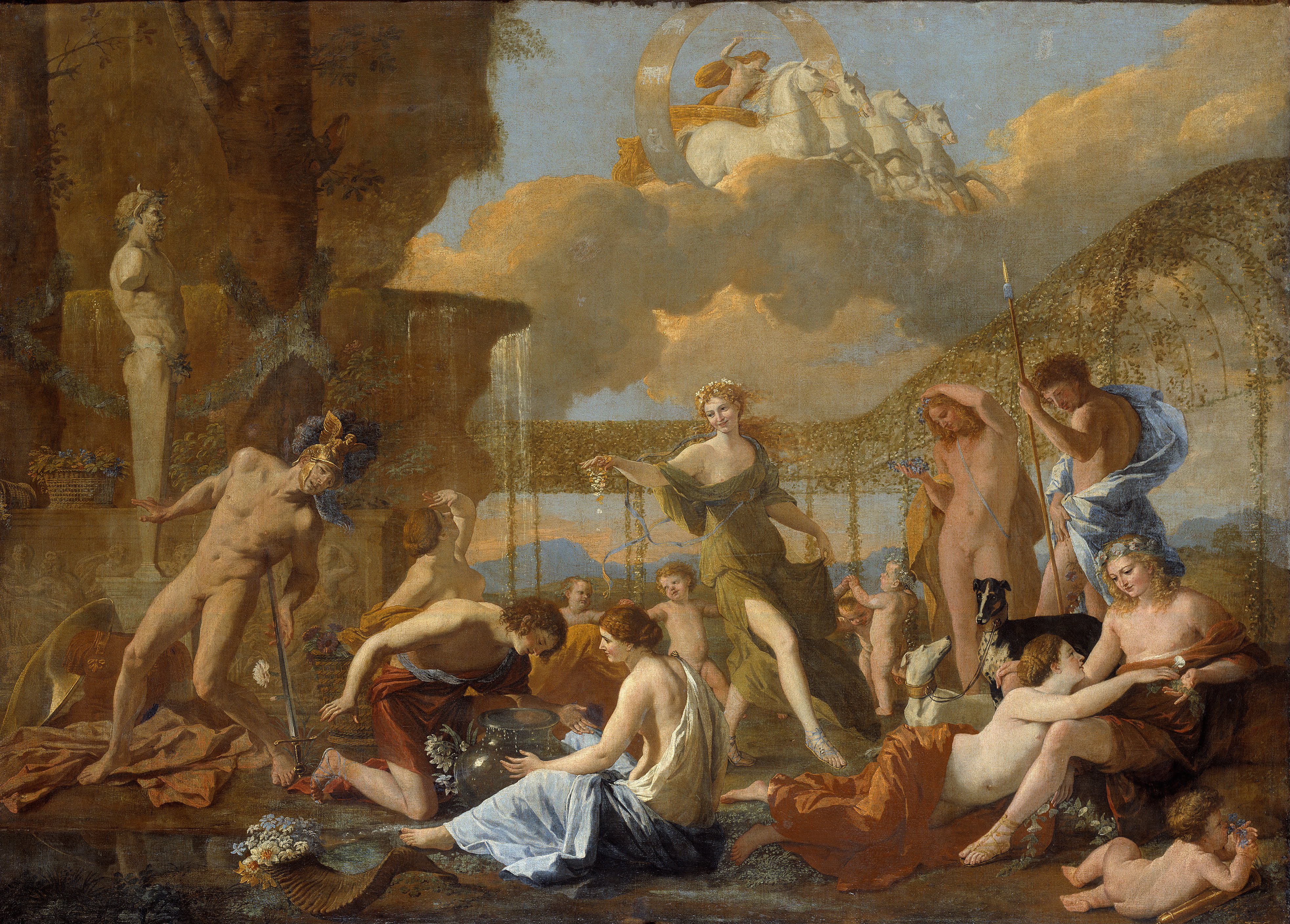
L'Empire de Flore.

Il a été émis l'hypothèse que le tableau fonctionne comme un pendant de L'Empire de Flore : tandis que le tableau du Louvre serait une allégorie de la tristesse, le tableau de Dresde, peint au même moment et lui aussi acquis par Valguarnera, serait une allégorie de l'allégresse. On retrouve dans les deux tableaux deux bas-reliefs en trompe l'œil tout à fait comparables. Le trompe l'œil de la Peste reprend d’une part (pour l’idee du Dagon comme dieu poisson) directement une gravure du fameux Index Emblematicus d'Andréas Alciatus, apporté en 1551 à Lyon chez Rouil par Giovanni Marquale sous le titre Diverse Imprese, et d'une autre part des personnages déjà utilisés dans Moïse adoucissant les eaux de Marah.

## Influence
La copie de Angelo Caroselli est aujourd'hui conservée à la National Gallery de Londres. Denis Mahon a avancé l'hypothèse que la peinture de Caroselli puisse avoir été achevée avant le tableau de Poussin, en raison notamment du décor architectural très différent. Cette hypothèse n'est cependant pas suivie par les autres historiens de l'art et cette différence pourrait s'expliquer par le fait que le peintre romain n'a pas achevé sa toile avec le tableau de Poussin sous les yeux et ait improvisé le décor. Michael Sweerts est l'auteur d'un tableau au sujet identique (actuellement conservé au musée d'art du comté de Los Angeles) et qui a été un temps attribué à Poussin. 
Une première gravure du tableau a été réalisée dès 1631 par Jean Baron en contrepartie d'après un dessin de Guillaume Courtois. Il s'agit de l'une des rares gravures effectuées à Rome du vivant de Poussin. Félibien en fait faire une autre en 1677 par Étienne Picart. Edgar Degas et Paul Cézanne vont faire des dessins partiels.